# 岡本章生
岡本 章生（おかもと あきお、1942年11月8日 - ）は、日本のトランペット奏者。日本の5大ビッグバンドであるゲイスターズのリーダー。

## 人物
1942年（昭和17年）11月8日京都府生まれ。
18歳で上京。長谷川武とジョリージョーカーズを皮切りに木谷二郎とブルーソックス、スマイリー小原とスカイライナーズ、そしてゲイスターズへトランペッターとして入団。
日本の代表的ビッグバンドであるゲイスターズは戦後間もない1949年（昭和24年）に初代リーダーの多忠修により結成された。初期の頃にはフランキー堺、秋吉敏子など多くの人気アーティストやスタープレイヤーが顔を連ね、スウィングバンドの本流としてジャズ界の称賛を浴びた。リーダーは2代目が野々村直造、3代目がエデー岩田、4代目が浜水俊朗、5代目が白磯孝、6代目が森剛康である。
1972年（昭和47年）から現在の岡本章生が7代目のリーダーとなり、テレビ、ラジオ番組をはじめ幅広い活動を繰り広げるようになる。主なところではTBSの『8時だョ!全員集合』のレギュラーを14年間務め、延べ2800人もの歌手のバックを務めた他、数多くの番組に出演している。

## ディスコグラフィ
- 『ブルージーンと皮ジャンパー』（トランペットソロアルバム） 1970年
- 『The eight seasons （八季）』1981年
- 『Ⅰleft my heart in san francisco （想い出のサンフランシスコ）』1982年
- 『G.S』1982年
- 『新グレンミラー物語』（strawberry dance band）1990年

## 演奏スタイル
ゲイスターズは主なレパートリーとして、ハリー・ジェイムス、レイ・アンソニー、グレン・ミラーといった白人系スウィング・ジャズを得意としており、テレビ出演の傍ら精力的に演奏活動をおこなっている。また、1980年代以降は内堀勝、貫田重夫(貫田は当時のゲイスターズのテナーサックス奏者でもあった)などの当時新人のアレンジャーの曲も数多く取り上げ、それが当時のバンドの方向性でもあった。岡本のトランペットソロは哀愁漂い、かつ甘いサウンドで、スウィングジャズ黄金期の名曲を見事に吹ききる。彼は演奏家としての素質に加え、眉目秀麗であり当時のミュージシャンの中でもひときわ華があった。
全員集合での加藤茶のギャグ「ちょっとだけよ」のバックで流れていた「タブー」も彼の演奏によるものだ。

## 出演番組
- 8時だョ!全員集合（TBS）　1969年～1985年
- シャボン玉こんにちは（TBS）　1975年～1981年
- レッツゴーヤング（NHK）　1977年7月3日・1980年9月28日
- 輝く!日本レコード大賞（TBS）　1978年～1985年・1990年～1993年
- ザ・ベストテン（TBS）　1984年6月25日・2006年復活版
- NHK紅白歌合戦　1986年・1989年
- 24時間テレビ 「愛は地球を救う」（日本テレビ） 1986年～2000年・2002年～2004年・2020年
- 水前寺清子デビュー55周年特別番組 55チータ！人生は三百六十五歩のマーチ（BSフジ）　2020年3月15日

ほか